# Teroleja
Teroleja es una localidad española perteneciente al municipio de Corduente, en la provincia de Guadalajara. En 2017 contaba con 11 habitantes.

## Historia
La localidad pertenece al término municipal guadalajareño de Corduente, en la comunidad autónoma de Castilla-La Mancha. La localidad contaba hacia 1849 con 47 habitantes. En 2017 contaba con 11 habitantes. Aparece descrita en el decimocuarto volumen del Diccionario geográfico-estadístico-histórico de España y sus posesiones de Ultramar de Pascual Madoz de la siguiente manera:

TEROLEJA: l. del distrito municipal de Valsalobre, en la prov. de Guadalajara (22 leg.), part. jud. de Molina (1 1/2), aud. terr. de Madrid (32), c. g. de Castilla la Nueva, dióc. de Sigüenza (12) : sit. en un pequeño cerro con buena ventilacion y clima templado: tiene 23 casas; la consistorial que sirve de cárcel; escuela de instruccion primaria, á cargo de un maestro sin mas dotacion que las retribuciones de los pocos discípulos que asisten; hay una igl. (la Asuncion) aneja de la de Valdehermoso ; fuera de la pobl. aunque muy inmediata á las casas, hay una fuente de medianas aguas : confina el térm. con los de Terraza, Valsalobre y Valhermoso : el terreno, que participa de quebrado y llano es de regular calidad; comprende dos montes poblados de encina, roble, sabina, enebro y otros arbustos. caminos: los locales, de herradura en mal estado. correo: se recibe y despacha en Molina. prod. cereales, algunas legumbres, leñas de combustible, y buenos pastos con los que se mantiene ganado lanar y vacuno; hay caza de liebres, conejos, y perdices : ind.: la agricola y recriacion de ganados. pobl.: 14 vec. 47 alm. cap. prod.: 666,600 rs. imp.: 20,000, contr.: 1,250.
(Madoz, 1849, pp. 706-707)

## Turismo
Teroleja forma parte de la ruta "Las Tres Taifas", ruta preparada para ser recorrida por senderistas y ciclistas y que forma parte del Camino del Cid